# 4 Heures de Spa 1996
Navigation
Édition précédente Édition suivante
Les 4 Heures de Spa 1996, disputées le 22 septembre 1996 sur le circuit de Spa-Francorchamps, sont la neuvième manche du championnat BPR 1996.

## Course

### Classement de la course
Classement à l'issue de la course (vainqueurs de catégorie en gras), :
| Pos.   | Catégorie | N°  | Écurie                              | Pilotes                                                   | Châssis                      | Pneus | Tours |
| Pos.   | Catégorie | N°  | Écurie                              | Pilotes                                                   | Moteur                       | Pneus | Tours |
| ------ | --------- | --- | ----------------------------------- | --------------------------------------------------------- | ---------------------------- | ----- | ----- |
| 1      | GT1       | 35  | Porsche AG                          | Thierry Boutsen Hans-Joachim Stuck                        | Porsche 911 GT1              | M     | 100   |
| 1      | GT1       | 35  | Porsche AG                          | Thierry Boutsen Hans-Joachim Stuck                        | Porsche 3.2L Turbo Flat-6    | M     | 100   |
| 2      | GT1       | 2   | Gulf Racing GTC Competition         | James Weaver Ray Bellm                                    | McLaren F1 GTR               | M     | 99    |
| 2      | GT1       | 2   | Gulf Racing GTC Competition         | James Weaver Ray Bellm                                    | BMW S70 6.1L V12             | M     | 99    |
| 3      | GT1       | 1   | West Competition David Price Racing | John Nielsen Thomas Bscher                                | McLaren F1 GTR               | M     | 98    |
| 3      | GT1       | 1   | West Competition David Price Racing | John Nielsen Thomas Bscher                                | BMW S70 6.1L V12             | M     | 98    |
| 4      | GT1       | 27  | Ennea Igol                          | Anders Olofsson Luciano della Noce Max Angelelli          | Ferrari F40 GTE              | P     | 98    |
| 4      | GT1       | 27  | Ennea Igol                          | Anders Olofsson Luciano della Noce Max Angelelli          | Ferrari F120B 3.5L Turbo V8  | P     | 98    |
| 5      | GT1       | 22  | Lotus Racing Team                   | Jan Lammers Andy Wallace                                  | Lotus Esprit V8              | M     | 98    |
| 5      | GT1       | 22  | Lotus Racing Team                   | Jan Lammers Andy Wallace                                  | Lotus Type-918 3.5L Turbo V8 | M     | 98    |
| 6      | GT1       | 28  | Ennea Igol                          | Jean-Marc Gounon Éric Bernard Paul Belmondo               | Ferrari F40 GTE              | P     | 96    |
| 6      | GT1       | 28  | Ennea Igol                          | Jean-Marc Gounon Éric Bernard Paul Belmondo               | Ferrari F120B 3.5L Turbo V8  | P     | 96    |
| 7      | GT2       | 27  | Roock Racing                        | Ralf Kelleners Bruno Eichmann Gerd Ruch                   | Porsche 911 GT2              | M     | 96    |
| 7      | GT2       | 27  | Roock Racing                        | Ralf Kelleners Bruno Eichmann Gerd Ruch                   | Porsche 3.6L Turbo Flat-6    | M     | 96    |
| 8      | GT2       | 83  | Marcos Racing International         | Cor Euser Ferdinand de Lesseps Thomas Erdos               | Marcos LM600                 | D     | 95    |
| 8      | GT2       | 83  | Marcos Racing International         | Cor Euser Ferdinand de Lesseps Thomas Erdos               | Chevrolet 6.0L V8            | D     | 95    |
| 9      | GT1       | 17  | Viper Team Oreca                    | Philippe Gache Éric Hélary                                | Chrysler Viper GTS-R         | M     | 93    |
| 9      | GT1       | 17  | Viper Team Oreca                    | Philippe Gache Éric Hélary                                | Chrysler 8.0L V10            | M     | 93    |
| 10     | GT2       | 65  | Roock Racing                        | Stefano Buttiero Guy Martinolle Jean-Claude Lagniez       | Porsche 911 GT2              | M     | 93    |
| 10     | GT2       | 65  | Roock Racing                        | Stefano Buttiero Guy Martinolle Jean-Claude Lagniez       | Porsche 3.6L Turbo Flat-6    | M     | 93    |
| 11     | GT2       | 107 | Konrad Motorsport                   | Toni Seiler Wido Rössler                                  | Porsche 911 GT2              | M     | 93    |
| 11     | GT2       | 107 | Konrad Motorsport                   | Toni Seiler Wido Rössler                                  | Porsche 3.6L Turbo Flat-6    | M     | 93    |
| 12     | GT2       | 99  | Elf Haberthur Racing                | Frédéric Bouvy Loris Kessel Michel Neugarten              | Porsche 911 GT2              | P     | 93    |
| 12     | GT2       | 99  | Elf Haberthur Racing                | Frédéric Bouvy Loris Kessel Michel Neugarten              | Porsche 3.6L Turbo Flat-6    | P     | 93    |
| 13     | GT2       | 55  | Stadler Motorsport                  | Lilian Bryner Enzo Calderari Ulli Richter                 | Porsche 911 GT2              | P     | 92    |
| 13     | GT2       | 55  | Stadler Motorsport                  | Lilian Bryner Enzo Calderari Ulli Richter                 | Porsche 3.6L Turbo Flat-6    | P     | 92    |
| 14     | GT2       | 90  | Angelo Zadra                        | Angelo Zadra Maurizio Monforte                            | Porsche 911 GT2              | G     | 91    |
| 14     | GT2       | 90  | Angelo Zadra                        | Angelo Zadra Maurizio Monforte                            | Porsche 3.6L Turbo Flat-6    | G     | 91    |
| 15     | GT2       | 77  | Seikel Motorsport                   | Manfred Jurasz Peter Seikel Fred Rosterg                  | Porsche 911 GT2              | P     | 91    |
| 15     | GT2       | 77  | Seikel Motorsport                   | Manfred Jurasz Peter Seikel Fred Rosterg                  | Porsche 3.6L Turbo Flat-6    | P     | 91    |
| 16     | GT2       | 84  | Promosport Italia                   | Renato Mastropietro Vincenzo Polli Andrea Barenghi        | Porsche 911 GT2              | P     | 91    |
| 16     | GT2       | 84  | Promosport Italia                   | Renato Mastropietro Vincenzo Polli Andrea Barenghi        | Porsche 3.6L Turbo Flat-6    | P     | 91    |
| 17     | GT1       | 16  | Karl Augustin                       | Karl Augustin Ernst Gschwender Horst Felbermayr, Sr.      | Porsche 911 Carrera Cup      | P     | 90    |
| 17     | GT1       | 16  | Karl Augustin                       | Karl Augustin Ernst Gschwender Horst Felbermayr, Sr.      | Porsche 3.6L Turbo Flat-6    | P     | 90    |
| 18     | GT2       | 93  | Parr Motorsport New Hardware        | Hugh Price John Robinson Peter Owen                       | Porsche 911 GT2              | P     | 90    |
| 18     | GT2       | 93  | Parr Motorsport New Hardware        | Hugh Price John Robinson Peter Owen                       | Porsche 3.6L Turbo Flat-6    | P     | 90    |
| 19     | GT2       | 52  | Krauß Rennsporttechnik              | Bernhard Müller Michael Trunk                             | Porsche 911 GT2              | P     | 89    |
| 19     | GT2       | 52  | Krauß Rennsporttechnik              | Bernhard Müller Michael Trunk                             | Porsche 3.6L Turbo Flat-6    | P     | 89    |
| 20     | GT1       | 32  | Viper Team Oreca                    | Olivier Beretta Alain Ferté                               | Chrysler Viper GTS-R         | M     | 98    |
| 20     | GT1       | 32  | Viper Team Oreca                    | Olivier Beretta Alain Ferté                               | Chrysler 8.0L V10            | M     | 98    |
| 21     | GT1       | 8   | BBA Compétition                     | Jean-Luc Maury-Laribière Hans Hugenholtz Jean-Paul Libert | McLaren F1 GTR               | D     | 88    |
| 21     | GT1       | 8   | BBA Compétition                     | Jean-Luc Maury-Laribière Hans Hugenholtz Jean-Paul Libert | BMW S70 6.1L V12             | D     | 88    |
| 22     | GT2       | 111 | Chamberlain                         | Geoff Lister John Greasley Gerard MacQuillan              | Porsche 911 GT2              | ?     | 87    |
| 22     | GT2       | 111 | Chamberlain                         | Geoff Lister John Greasley Gerard MacQuillan              | Porsche 3.6L Turbo Flat-6    | ?     | 87    |
| 23     | GT2       | 85  | Gian Luigi Locatelli                | Gian Luigi Locatelli Leonardo Maddalena                   | Porsche 993 Carerra Cup      | P     | 87    |
| 23     | GT2       | 85  | Gian Luigi Locatelli                | Gian Luigi Locatelli Leonardo Maddalena                   | Porsche 3.8L Flat-6          | P     | 87    |
| 24     | GT1       | 42  | Porsche Club of Belgium             | Eddy van der Pluym Leo van Sande                          | Porsche 911 GT2 Evo          | P     | 87    |
| 24     | GT1       | 42  | Porsche Club of Belgium             | Eddy van der Pluym Leo van Sande                          | Porsche 3.6L Turbo Flat-6    | P     | 87    |
| 25     | GT2       | 73  | Charles Morgan                      | Charles Morgan William Wykeham Steve Lawrence             | Morgan Plus 8 GTR            | D     | 87    |
| 25     | GT2       | 73  | Charles Morgan                      | Charles Morgan William Wykeham Steve Lawrence             | Rover 5.0L V8                | D     | 87    |
| 26     | GT1       | 31  | Hartmann Motorsport                 | Helmut Pfeifer Thomas Fritsch                             | Ferrari F40                  | ?     | 84    |
| 26     | GT1       | 31  | Hartmann Motorsport                 | Helmut Pfeifer Thomas Fritsch                             | Ferrari 3.0L Turbo V8        | ?     | 84    |
| 27 DNF | GT1       | 6   | Gulf Racing GTC Competition         | Pierre-Henri Raphanel Lindsay Owen-Jones                  | McLaren F1 GTR               | M     | 86    |
| 27 DNF | GT1       | 6   | Gulf Racing GTC Competition         | Pierre-Henri Raphanel Lindsay Owen-Jones                  | BMW S70 6.1L V12             | M     | 86    |
| 28 DNF | GT1       | 49  | Freisinger Motorsport               | Wolfgang Kaufmann Olivier Grouillard                      | Porsche 911 GT2 Evo          | G     | 85    |
| 28 DNF | GT1       | 49  | Freisinger Motorsport               | Wolfgang Kaufmann Olivier Grouillard                      | Porsche 3.6L Turbo Flat-6    | G     | 85    |
| 29 DNF | GT2       | 88  | Konrad Motorsport                   | Bob Wollek Stéphane Ortelli Franz Konrad                  | Porsche 911 GT2              | M     | 69    |
| 29 DNF | GT2       | 88  | Konrad Motorsport                   | Bob Wollek Stéphane Ortelli Franz Konrad                  | Renault PRV 3.0L Turbo V6    | M     | 69    |
| 30 DNF | GT2       | 95  | European Luigi Racing               | José Close Philippe Smaniotto                             | Dodge Viper RT/10            | D     | 34    |
| 30 DNF | GT2       | 95  | European Luigi Racing               | José Close Philippe Smaniotto                             | Dodge 8.0L V10               | D     | 34    |
| 31 DNF | GT2       | 69  | Proton Competition                  | Patrick Vuillaume Harm Lagaay Gerold Ried                 | Porsche 911 GT2              | P     | 31    |
| 31 DNF | GT2       | 69  | Proton Competition                  | Patrick Vuillaume Harm Lagaay Gerold Ried                 | Porsche 3.6L Turbo Flat-6    | P     | 31    |
| 32 DNF | GT2       | 50  | Stadler Motorsport                  | Uwe Sick Luigino Pagotto                                  | Porsche 911 GT2              | P     | 30    |
| 32 DNF | GT2       | 50  | Stadler Motorsport                  | Uwe Sick Luigino Pagotto                                  | Porsche 3.6L Turbo Flat-6    | P     | 30    |
| 33 DNF | GT1       | 21  | Lotus Racing Team                   | Mike Hezemans Alex Portman                                | Lotus Esprit V8              | M     | 24    |
| 33 DNF | GT1       | 21  | Lotus Racing Team                   | Mike Hezemans Alex Portman                                | Lotus 3.5L Turbo V8          | M     | 24    |
| 34 DNF | GT2       | 59  | Raymond Touroul                     | Didier Ortion Jean-Claude Barthe Jean-Louis Ricci         | Porsche 993 Carrera Cup      | M     | 20    |
| 34 DNF | GT2       | 59  | Raymond Touroul                     | Didier Ortion Jean-Claude Barthe Jean-Louis Ricci         | Porsche 3.8L Flat-6          | M     | 20    |
| 35 DNF | GT1       | 26  | Lister Storm                        | Geoff Lees Tiff Needell                                   | Lister Storm GTS             | M     | 19    |
| 35 DNF | GT1       | 26  | Lister Storm                        | Geoff Lees Tiff Needell                                   | Jaguar 7.0L V12              | M     | 19    |
| 36 DNF | GT2       | 78  | Procar Racing Service GmbH          | Helmut König Harald Becker                                | Porsche 911 GT2              | ?     | 10    |
| 36 DNF | GT2       | 78  | Procar Racing Service GmbH          | Helmut König Harald Becker                                | Porsche 3.6L Turbo Flat-6    | ?     | 10    |
| DNS    | GT2       | 106 | Roock Racing                        | Jean-Pierre Jabouille François Lafon Jean-Marc Smadja     | Porsche 911 GT2              | M     | -     |
| DNS    | GT2       | 106 | Roock Racing                        | Jean-Pierre Jabouille François Lafon Jean-Marc Smadja     | Porsche 3.6L Turbo Flat-6    | M     | -     |
| DSQ    | GT2       | 64  | Lanzante Motorsport                 | Soames Langton Paul Burdell                               | Porsche 911 GT2              | M     | 94    |
| DSQ    | GT2       | 64  | Lanzante Motorsport                 | Soames Langton Paul Burdell                               | Porsche 3.6L Turbo Flat-6    | M     | 94    |